# Ținutul Transbaikal
Ținutul Transbaikal (rusă Забайка́льский край) este o diviziune administrativă nouă care a luat naștere la data de 1 martie 2008 din Regiunea Cita unită cu ținutul autonom Aga Buriatia. Această uniune s-a realizat printr-un referendum votat, soldat cu un rezultat pozitiv, cu un procent de 90 %.